# Seitei Iai
Seitei Iai – oficjalny zestaw form Iaidō Seitei ZNKR (制定 居合道).
Kata można podzielić na grupy (Bu) w zależności od pozycji z jakiej rozpoczynana jest forma.
Seiza no bu (rozpoczynane z siadu seiza)
- Ippon me: Mae (前). Z przodu. Odpowiedź na atak z przodu. Pierwsze cięcie poziomo na wysokości oczu, następne pionowe proste.
- Nihon me: Ushiro (後ろ). Z tyłu. Forma podobna do Mae z tą różnicą, że atak nadchodzi z tyłu.
- Sanhon me: Ukenagashi (受け流し) Otrzymanie, odbicie, sparowanie i cięcie. Odpowiedź na atak z lewej strony. Blok (przyjęcie) pierwszego uderzenia i natychmiastowa odpowiedź cięciem skośnym z góry od prawej.

Iai-hiza no bu (rozpoczynane z siadu iai-hiza)
- Yonhon me: Tsuka-ate (柄当て). uderzenie rękojeścią miecza. Dwóch przeciwników, jeden z przodu i jeden z tyłu. Przeciwnik z przodu otrzymuje uderzenie rękojeścią miecza (tsuka) w splot słoneczny. Pchnięcie przeciwnika z tyłu i dokończenie akcji poprzez cięcie znad głowy do przodu.

Tachi ai no bu (rozpoczynane na stojąco)
- Gohon me: Kesagiri (袈裟切り). Cięcie skośne. Odpowiedź na atak nadchodzącego przeciwnika. Pierwsze cięcie skośne od dołu, od prawego biodra poprzez lewy obojczyk. Drugie cięcie skośne w dół po odwróceniu miecza nad głową tą samą drogą, od lewego obojczyka do prawego biodra.
- Roppon me: Morote-zuki (諸手突き). Dwuręczne uderzenie. Odpowiedź na jednoczesny atak dwóch przeciwników z przodu i jednego z tyłu. Pierwsze uderzenie skośne w twarz, zaraz po nim następuje dwuręczne pchnięcie w przód, następnie obrót i cięcie znad głowy. na zakończenie ponowny obrót i cięcie znad głowy trzeciego przeciwnika.
- Nahon me: Sanpōgiri (三方切り). Cięcie w trzech kierunkach. Odpowiedź na atak trzech przeciwników, z przodu, z lewej i z prawej.
- Hachihon me: Ganmen-ate (顔面当て). Uderzenie w twarz. Przeciwnik z przodu otrzymuje uderzenie rękojeścią miecza (tsuka) w twarz. Przeciwnik nadchodzący z tyłu otrzymuje pchnięcie. Formę kończy cięcie znad głowy w przód (w kierunku pierwszego przeciwnika).
- Kyuhon me: Soete-zuki (添え手突き). Pchniecie/atak złączonymi rękoma. Pchnięcie przeciwnika nadchodzącego z lewej strony.
- Jyuppon me: Shihōgiri (四方切り). Cięcie w czterech kierunkach. Odparcie ataku czterech przeciwników nadchodzących z różnych stron.
- Jyu-ippon me: Sōgiri (総切り). Pięć różnych cięć do przodu. Forma może być bardzo różnie interpretowana w kwestii ilości przeciwników.
- Jyu-nihon me: Nukiuchi (抜き打ち). Niespodziewany atak. Unik i natychmiastowa odpowiedź cięciem znad głowy.

Każda forma składa się z następujących po sobie stałych elementów:
- Nikiuchi - dobycie miecza z jednoczesnym atakiem.
- Kirioroshi - cięcie lub cała seria cięć.
- Chiburi - strzepnięcie krwi z miecza.
- Noto - schowanie miecza do pochwy.